# Aloe dinteri
Aloe dinteri es una especie de planta  perteneciente a la familia de los aloes. Es endémica de Namibia. Su hábitat natural son las praderas secas de regiones tropicales y subtropicales y zonas rocosas.

## Descripción
Es una planta solitaria, que alcanza un tamaño de 150-200 mm de alto, excluida la inflorescencia. Las hojas, en número de 9-12,, se difunden en horizontal y son  estrechamente lanceoladas a estrechamente deltoides, de 200-400 x 40-80 mm, con la sección en forma de V, de color verde oscuro a gris-verdoso o marrón con manchas blancas. La inflorescencia con 3-8 brazos, 0,5-1,0 m de alto; brácteas estrechamente deltoides. Las flores de color rosa pálido.
En esta especie, las raíces forman mucho más masa total de la planta que el tallo, las hojas y las inflorescencias. Esta desproporción es única en su género. Las brácteas de Aloe dinteri son tri-nervadas, no con un solo nervio, como en Aloe variegata y Aloe sladeniana.

## Distribución
Aloe dinteri se encuentra en Namibia en las áreas de lluvias de verano, por lo general firmemente sostenida en las grietas de las rocas calizas. A veces también se produce en el granito, en la sabana cerca del borde del desierto del Namib.

## Taxonomía
Aloe dinteri fue descrita por Alwin Berger y publicado en Neue und wenig bekannte Pflanzen Deutsch-Südwest-Afrikas... 14, en el año 1914.
Etimología
Ver: Aloe
dinteri: epíteto otorgado en honor del botánico alemán Kurt Dinter.